# 同注分彩法
同注分彩法（語出法語 pari mutuel，意即相互下注），即彩池制，是發源於法國的一種下注方法，先將所有賭注共同置放於同一個彩池內；結果開出後，主辦方會先於彩池內提取部份稅項和手續費，而勝者則按下注金額均分彩池的餘額。同注分彩法常見於賽馬、賽狗或類似體育項目的賭博的彩金計算。
同注分彩法跟定注分彩法的不同在於最後的派彩是在彩池關閉以後才計算的。在固定賠率中，派彩在下注的時候經已決定。

## 同注分彩法的例子
假設在一場賽馬中有八隻馬匹，而每隻馬匹已接受的賭注分別是：
- 1 號馬：$30.00
- 2 號馬：$70.00
- 3 號馬：$12.00
- 4 號馬：$55.00
- 5 號馬：$110.00
- 6 號馬：$47.00
- 7 號馬：$150.00
- 8 號馬：$40.00

那麼整個彩池的彩金便一共是 $514.00。賽事開始以後將不再接受下注。假設 4 號馬勝出賽事而它的注碼共有 $55.00，派彩的計算為：先從彩池提出某個數額的彩金作為手續費或稅金。假設手續費為 14.25%，即餘下彩金為 $514 * (1 - 14.25%) = $440.76。該餘額便為平均分配給下注給 4 號馬的注碼，而賠率即為 $440.76 / 55 = 8 倍。
通常在賽事開始之前，主辦單位都會以目前已下注的金額計算出每隻馬匹的近似賠率。假設手續費仍是 14.25%，那麼上述賽事的賠率便為：
- 1 號馬：14.69
- 2 號馬：6.3
- 3 號馬：36.73
- 4 號馬：8
- 5 號馬：4
- 6 號馬：9.38
- 7 號馬：2.94
- 8 號馬：11.02

在正式的賽事裡，由於不同的勝出方法和手續費率，計算會更為複雜。

## 與股票投資的關係
查理·芒格曾以賽馬中的同注分彩法作為股票市場的比喻：「甚麼人都跑去那兒，而賠率根據注碼而改變。這正是股票市場的樣子。」

## 脚注
1. ↑  .   [2007年12月29日]. （原始内容存档于2012年3月3日）.